# Mabel Van Buren
Mabel van Buren (Chicago, 17 juli 1878 - Hollywood, 4 november 1947) was een Amerikaanse filmactrice.
Van Buren was getrouwd met acteur James Gordon. 

## Filmscènes (selectie)

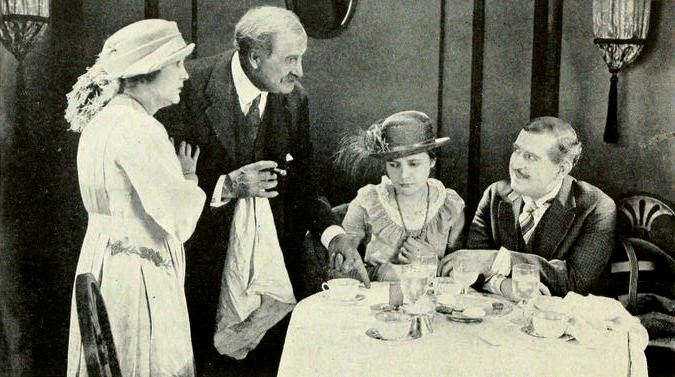
Miss Lulu Bett (1921)
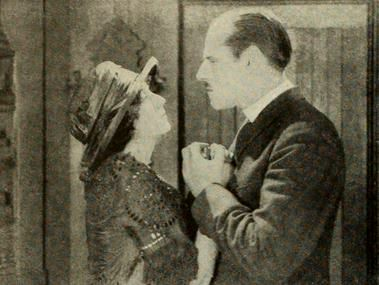
While Satan Sleeps (1922)
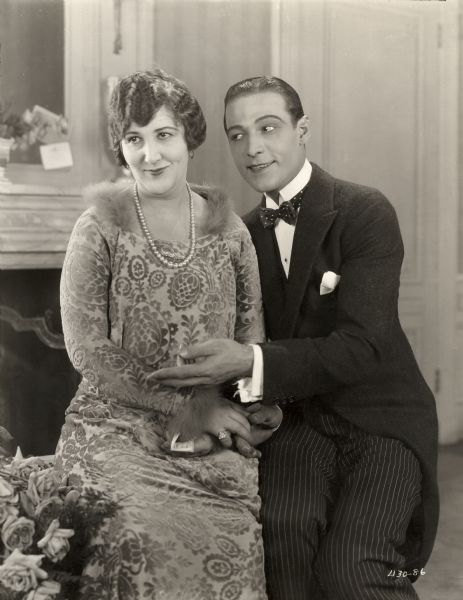
Beyond the Rocks (1922)

## Gedeeltelijke filmografie
- The House with Closed Shutters (1910)
- Brewster's Millions (1914)
- The Master Mind (1914)
- The Man on the Box (1914)
- The Man from Home (1914)
- The Circus Man (1914)
- The Ghost Breaker (1914)
- The Girl of the Golden West (1915)
- The Warrens of Virginia (1915)
- The Sowers (1916)
- Ramona (1916)
- Lost and Won (1917)
- The Silent Partner (1917)
- The Devil-Stone (1917)
- Riders of the Night (1918)
- Young Mrs. Winthrop (1920)
- The Sins of Rosanne (1920)
- Conrad in Quest of His Youth (1920)
- The Four Horsemen of the Apocalypse (1921)
- A Wise Fool (1921)
- Moonlight and Honeysuckle (1921)
- Miss Lulu Bett (1921)
- Beyond the Rocks (1922)
- For the Defense (1922)
- Manslaughter (1922)
- The Dawn of a Tomorrow (1924)
- Smooth as Satin (1925)
- His Secretary (1925)
- The Meddlin' Stranger (1927)

- Bibliothèque nationale de France: cb161881032 (data)
- International Standard Name Identifier: 0000 0000 7733 2231
- Library of Congress Control Number: n2007025747
- Virtual International Authority File: 31445246
- WorldCat: E39PBJwHdhGQRtXqvmFpMF4Dv3